# Uezwil
Uezwil é uma comuna da Suíça, no Cantão Argóvia, com cerca de 555 habitantes. Estende-se por uma área de 2,45 km², de densidade populacional de 227 hab/km². A taxa de imposto é de 106%. Confina com as seguintes comunas: Büttikon, Kallern, Sarmenstorf, Waltenschwil.
A língua oficial nesta comuna é o Alemão.